# Canon EF-M 22 mm f/2 STM
Canon EF-M 22 mm f/2 STM – obiektyw stałoogniskowy firmy Canon.  Wraz z obiektywem 18-55 mm f/3.5-5.6 IS STM był to pierwszy obiektyw używającym mocowania Canon EF-M i przeznaczony do aparatu Canon EOS M.

## Budowa
Obiektyw mierzy 23,7 mm długości i 60,9 mm średnicy, jego masa wynosi 105 gramów.  Obiektyw składa się z siedmiu soczewek (z czego jedna jest asferyczna) w sześciu grupach.  Przysłona składa się z siedmiu listków. Maksymalna wartość przysłony wynosi f/22.

## Historia
Obiektyw został wprowadzony do sprzedaży we wrześniu 2012.

## Ocena
Obiektyw został oceniony bardzo pozytywnie, chwalony jest za znakomitą ostrość nawet przy maksymalnym otwarciu przysłony, brak dystorsji i niewielką aberrację chromatyczną.  Największą wadą obiektywu jest bardzo duże winietowanie przy minimalnej wartości przysłony. 